# Bipes alvarezi
Bipes alvarezi är en ödleart som beskrevs av  Smith 1977. Bipes alvarezi ingår i släktet Bipes och familjen masködlor. Inga underarter finns listade.
Populationens taxonomiska status är omstridd. Den listas av Reptile Database som synonym till Bipes canaliculatus.